# Juan José Saer
Juan José Saer (Serodino, 28 giugno 1937 – Parigi, 11 giugno 2005) è stato uno scrittore argentino.
È ritenuto uno dei più importanti ed influenti autori della letteratura latinoamericana e della letteratura in lingua spagnola del XX secolo. Nel 2007 tre dei suoi romanzi (El entenado, La Grande e Glosa), compaiono nella lista dei 100 migliori libri in lingua spagnola degli ultimi 25 anni, stilata da 81 scrittori e critici letterari latinoamericani e spagnoli.
Il figlio Jerónimo (1970-2015) è stato un musicista hip hop e di musica elettronica sperimentale molto noto nell'ambiente artistico.

## Biografia
Figlio di immigrati siriani di religione cristiana nati a Damasco e giunti in Argentina dopo la caduta dell'impero ottomano, Juan José Saer nasce il 28 giugno 1937 a Serodino, una località del Dipartimento di Iriondo situata nella provincia di Santa Fe, a 40 km nord-ovest dalla città di Rosario. Trascorre qui i primi anni della sua infanzia, e nel 1949 si trasferisce con la famiglia a Santa Fe, dove conclude i suoi primi studi ed entra in contatto con un gruppo di scrittori locali, attraverso i quali riesce ad instaurare amicizia con il poeta argentino Juan L. Ortiz. L'opera di quest'ultimo, che Saer riconosce come proprio maestro, influenzerà tutta la sua scrittura.
Nel 1960 fa il suo esordio con En la Zona, racconto nel quale è possibile notare l'influenza dell'opera dello scrittore argentino Jorge Luis Borges e dove compare per la prima volta il suo paese natale, Santa Fe, destinato poi a diventare il luogo principale dello spazio narrativo nelle sue successive opere.
Nel 1962 si sposta nel quartiere costiero di Colastiné Norte; all'Universidad Nacional del Litoral studia letteratura, e in seguito insegna Storia del Cinema, Critica ed Estetica Cinematografica. In questo periodo riesce a coniugare l'insegnamento universitario alla sua attività di scrittura, dando vita a quattro opere che vedranno la pubblicazione negli anni successivi: i romanzi Responso (1964), La vuelta completa (1966) e i racconti Palo y hueso (1965) e Unidad de lugar (1967).
Nel 1968, grazie ad una borsa di studio della fondazione culturale de l'Alliance Française, si trasferisce a Parigi dove ottiene una cattedra per l'insegnamento di Estetica alla facoltà di Lettere dell'Università di Rennes. In questo stesso anno si separa dalla prima moglie, sposa Laurence Gueguen e si stabilisce definitivamente in Francia.
Il definitivo trasferimento nella capitale francese segna l'inizio della sua maturità letteraria, poiché da allora pubblica le sue opere più celebri. Dopo alcuni testi di impianto realistico (come i racconti En la zona, Unidad de Lugar e i romanzi Responso, La vuelta completa), con i successivi romanzi Cicatrices, El limonero real, Nadie nada nunca, La ocasión e Glosa, orienta la sua narrativa verso la sperimentazione avvicinandosi al genere del nouveau roman francese.
Cicatrices, pubblicato nel 1969, inizia con l'assassinio che un operaio metallurgico, Luis Fiore, compie ai danni della propria moglie, il 1º maggio, nella notte della festa dei lavoratori. Questo episodio fa da base alle quattro storie successive narrate da protagonisti differenti, che hanno punti di contatto ma non si incontrano mai. Il giornalista e scrittore Carlos Tomatis rappresenta l'alter ego di Saer. Lo sfondo politico della storia è caratterizzato dal ricordo della sconfitta del Peronismo, che, come riportato dal titolo, ha lasciato delle "cicatrici" nella storia e nella vita dell'Argentina.
Un'opera più complessa della precedente, El limonero real, viene pubblicata nel 1974. Ambientata a Colastiné, un paese nei pressi di Santa Fe, è incentrata su una famiglia che periodicamente si ritrova per festeggiare con una cena la fine dell'anno. Il ritmo della narrazione è molto semplice, ma allo stesso tempo poetico e spesso ripetitivo, qualità che fanno ricordare la caratteristica scrittura di Joyce.
Gli anni tra il 1974 e il 1980 sono stati definiti da Saer come il periodo più difficile della sua vita, caratterizzato dal senso di sradicamento derivatogli dal vivere all'estero, dalla critica situazione politica dell'Argentina di quegli anni, e da altri problemi personali, come il divorzio dalla sua prima moglie e il trasferimento che lo tiene lontano dal figlio. Durante questo periodo pubblica il libro di racconti La Mayor (1976) e un libro di poesie El arte de narrar (1977) che avrebbe ripreso poi nel 1988 e nel 2000 in edizioni ampliate.
Nel 1980, dopo quattro anni di completo isolamento viene pubblicato Nadie nada nunca, una sorta di romanzo poliziesco con scarsa attenzione alla trama, incentrato su un seriale e misterioso assassino di cavalli, in cui l'autore sperimenta ancora una volta la ricorsività della narrazione raccontata da diversi punti di vista. Fra i personaggi dell'opera vi è una coppia, Gato Garay ed Elisa, che vive in una casa sulla costa di Rincón Norte, vicino alla città di Santa Fe, il giornalista Tomatis, il commissario Caballo, un bagnino che lavora vicino alla casa di Gato, e Ladeado, un personaggio che ha già fatto la sua comparsa nel precedente romanzo El limonero real. Lo scenario di fondo rappresenta un'allegoria della situazione politica dell'Argentina di quel periodo, una dittatura che sequestra, tortura, estorce false confessioni, uccide e fa sparire gli oppositori.
Nel 1983 viene data alle stampe una delle sue principali opere di impronta storica, El entenado (L'arcano). Il protagonista è un adolescente che, entrato a far parte di una compagnia di conquistatori spagnoli durante una spedizione navale nel Sud America del XV secolo, rimane vittima di una tribù nativa antropofaga. Il mozzo, unico sopravvissuto, rientrato in Spagna dopo dieci anni di convivenza con la tribù, testimone di quanto accaduto, decide di trascriverne il racconto. Come indicato dalla critica, questo testo riporta a dibattiti moderni di carattere antropologico, etnografico e storiografico. In molti punti rievoca Il manoscritto di Brodie dello scrittore e poeta argentino Jorge Luis Borges, come la tematica del salvataggio a partire da una riflessione sulla lingua dei nativi e l'interrogativo creato dalla fragilità e dalla percezione del mondo esterno che ricordano il pensiero filosofico dedicato alla realtà del filosofo irlandese George Berkeley.
Glosa, pubblicato nel 1985, è ritenuto da Saer uno dei suoi romanzi migliori e del quale è rimasto più soddisfatto. L'opera racconta di una passeggiata nel centro città di due amici, Angél Leto e il Matematico, durante la quale cercano di ricostruire una festa di compleanno, quella di Jorge Washington Noriega, alla quale però non hanno partecipato. In questa conversazione che si presenta come un viaggio ironico ma al tempo stesso sentimentale, vengono raccontati aneddoti, ricordi e vecchie storie. Figurano numerose citazioni dal Simposio di Platone e l'Ulisse di James Joyce.
Nel 1999 Saer pubblica La Narración-Objeto, un saggio tradotto in numerose lingue (francese, tedesco, italiano, olandese, portoghese, svizzero e greco), nel quale trascrive le sue riflessioni sulla letteratura da Cervantes, Faulkner, Kafka, Borges e la poesia argentina, rivelando inoltre la sua personale idea sull'arte.
L'11 giugno 2005 a Parigi, Juan José Saer muore all'età di 67 anni per un cancro ai polmoni; la sua salma è sepolta nel cimitero parigino di Père-Lachaise.
Al momento della sua morte l'autore stava ultimando il capitolo finale dell'opera che aveva pianificato essere il romanzo più importante della sua carriera, La Grande, pubblicato postumo pochi mesi dopo. Il testo, in cui ogni capitolo è un giorno della settimana, inizia con quattro epigrafi tra cui quella famosa di epoca surrealista «Le cadavre exquis boira le vin nouveau», la prima frase in assoluto ottenuta dal gioco di carta e matita di origine francese Cadaveri Eccellenti. Il protagonista Nula, venditore di vini, fa di questa bevanda il filo conduttore dell'intera opera; definito un "sacro elisir", esso accompagna riunioni ed incontri.
Postuma è anche la pubblicazione tra il 2012 e 2015 di una raccolta di testi inediti Borradores inéditos, a cura dell'editore Seix Barral. L'opera è divisa in quattro volumi: due di abbozzi e note (Papeles de rabajo), uno di poesie e un altro di saggi. La pubblicazione di questi ultimi testi ha concluso e completato l'intera opera di Saer.

## Temi
Uno degli elementi caratterizzanti l'opera di Saer è lo spazio: la città di Santa Fe insieme al Fiume Paraná rappresentano i luoghi più importanti nella vita di Saer, e fanno da ambientazione alla gran parte della sua intera opera. Gli scenari, i luoghi e i paesaggi assumono quindi un ruolo fondamentale; egli li descrive con una intensità ed una abilità tale da renderli parte integrante e protagonisti della narrazione. L'altro elemento caratterizzante della sua scrittura è il tempo: viene inteso come memoria della storia politica argentina, tempo della narrazione e confronto generazionale tra i diversi personaggi.

### Romanzi
- 1964. Responso
- 1966. La vuelta completa
- 1969. Cicatrici (Cicatrices), La Nuova Frontiera, 2012, ISBN 978-88-8373-211-9.
- 1974. El limonero real
- 1980. Nadie nada nunca
- 1983. L'arcano (El entenado), Giunti, 1993, ISBN 88-09-20365-8.
- 1986. Glossa (Glosa), La nuova frontiera, 2018
- 1987. La ocasión
- 1992. Lo imborrable
- 1994. L'indagine (La pesquisa), La Nuova Frontiera, 2014, ISBN 978-88-8373-272-0.
- 1997. Le nuvole (Las nubes), La Nuova Frontiera, 2017, ISBN 978-88-8373-319-2.
- 2005. La grande

### Racconti
- 1960. En la zona
- 1965. Palo y hueso
- 1967. Unidad de lugar
- 1976. La mayor
- 2000. Lugar
- 2001. Cuentos completos (1957-2000)
- 2017. A medio borrar

### Poesia
- 1977. El arte de narrar: poemas, 1960/1975

### Saggi
- 1991. El río sin orillas: tratado imaginario
- 1997. El concepto de ficción
- 1999. La narración-objeto
- 2005. Trabajos

### Miscellanee
- 2012. Borradores inéditos: Papeles de trabajo 1
- 2013. Borradores inéditos: Papeles de trabajo 2
- 2013. Borradores inéditos 3: Poemas
- 2015. Borradores inéditos 4: Ensayos

## Filmografia

### Adattamenti cinematografici
- 1968. Palo y hueso, diretto dal regista argentino Nicolás Sarquís.
- 1988. Nadie nada nunca, diretto dal regista argentino Raúl Beceyro.
- 2000. Cicatrices, diretto dal regista argentino Patricio Coll.
- 2016. El limonero real, diretto dal regista argentino Gustavo Fontán.

## Premi e riconoscimenti
Il 7 gennaio 1988 con La ocasión, presentata con lo pseudonimo J. M. Noriega, Saer vince il Premio Nadal, un premio letterario assegnato annualmente a Barcellona dalla casa editrice spagnola Destino alla migliore opera inedita.
Nel 2004 la Fondazione Konex, che dal 1980 si propone di premiare l'eccellenza argentina e sudamericana in tutte le arti, assegna a Saer il Premio Konex per Novela quinquenio 1994-1998.
Il 20 ottobre 2004 vince il premio de la Unión Latina de Literaturas de Romances, consegnato il 24 novembre nella sede dell'Istituto Cervantes di Roma.
Nello stesso anno, viene presentato per la prima volta al Centro Culturale Ricardo Rojas di Buenos Aires il documentario "Retrato de Juan José Saer" scritto e diretto dal regista argentino Rafael Filippelli nel 1996, facente parte di un ciclo di film dedicati alla relazione tra cinema e letteratura, con la presentazione della figura d'autore di Saer e con l'intenzione di offrire una visione generale della sua vita e delle sue opere.
Il 24 ottobre 2015 gli viene dedicato un incontro al Salone dell'editoria sociale di Roma; gli scrittori Vittorio Giacopini e Stefano Tedeschi lo accostano agli autori del modernismo per la vicinanza della sua narrativa a Faulkner e James Joyce.
Dal 28 giugno 2016 al 28 giugno 2017, in occasione di quello che sarebbe stato il suo ottantesimo compleanno, per un intero anno si è reso omaggio a Juan José Saer con il programma di incontri intitolato "Año Saer", dedicato allo studio, alla diffusione e alla celebrazione dell'autore, frutto della collaborazione tra il suo ideatore Martín Prieto, critico letterario, e il Ministero dell'Innovazione e della Cultura di Santa Fe. Martín Prieto è inoltre co-curatore, insieme a María Teresa Constantín, dell'esposizione "Conexión Saer" che ha lo scopo di creare un collegamento tra l'opera, la figura dell'autore, il contesto sociale e la sua generazione e la cittadina di Santa Fe.
La città di Serodino e la provincia di Santa Fe hanno deciso di creare un centro culturale a lui dedicato nella sua casa natale dove visse fino all'età di 10 anni, con lo scopo di valorizzare e far conoscere la sua opera.